# بيرناردو دياز
بيرناردو دياز (4 يناير 1997 بلشبونة في البرتغال - ) هو لاعب كرة قدم برتغالي في مركز الوسط.

## روابط خارجية
- بيرناردو دياز على موقع قاعدة بيانات كرة القدم.إي يو (الإنجليزية)
- بيرناردو دياز على موقع Soccerway.com (الإنجليزية)
- بيرناردو دياز على موقع AS.com (الإسبانية)